# Rood boomzonnetje
Het rood boomzonnetje (Blastenia ferruginea) is een korstmos uit de familie Teloschistaceae. Het groeit op schors en hout.

## Kenmerken
Het thallus is epi-substratisch, bleekgrijs tot bijna wit, glad tot meestal wrattig, vlekjes vormend tot 5 cm in diameter en zo nu en dan begrensd door een zwartachtige prothallus. Apothecia zijn donker roodbruin met een diameter van 0,3 tot 0,8 mm. Ze bevatten meestal geen algen. De apothecium-rand heet een lichtere kleur. Met C+ kleurt de apothecium-rand en het thallus rood.

## Verspreiding
Het rood boomzonnetje komt wereldwijd voor. In Nederland komt het zeer zeldzaam voor. Het staat op de rode lijst in de categorie 'gevoelig'. Het is waargenomen op eiken in het noorden van het land. In het westen en het midden van het land is het ook waargenomen, maar mogelijk zijn dit exemplaren die via aangeplante bomen zijn aangevoerd.